# Castelo de Chepstow
O Castelo de Chepstow (em galês: Castell Cas-gwent), localizado em Chepstow, Monmouthshire, no sul do País de Gales, é a mais antiga fortificação de pedra pós-romana ainda existente na Grã-Bretanha. Situado sobre penhascos à beira do Rio Wye, sua construção teve início em 1067, sob as ordens do senhor normando Guilherme FitzOsbern. Originalmente conhecido como Striguil, foi o castelo mais ao sul de uma cadeia de fortalezas erguidas nas Marcas galesas. Por volta do século XIV, juntamente com o senhorio associado, passou a levar o nome do mercado local adjacente.  
No século XII, o castelo foi utilizado na conquista de Gwent, o primeiro reino independente galês a ser dominado pelos normandos. Posteriormente, esteve sob o controle de dois dos mais poderosos magnatas anglo-normandos da Inglaterra medieval: Guilherme Marshal, 1.º Conde de Pembroke e Richard de Clare, 2º conde de Pembroke. No entanto, no século XVI, a importância militar do castelo diminuiu, e partes de sua estrutura foram convertidas em áreas residenciais. Durante e após a Guerra Civil Inglesa, o castelo foi reocupado, mas já no início dos anos 1700 estava em ruínas.  
Com o crescimento do turismo nos séculos posteriores, o Castelo de Chepstow tornou-se um destino popular para visitantes. As ruínas do castelo foram classificadas como Grade I, em 6 de dezembro de 1950, reconhecendo sua importância histórica e arquitetônica.

## Construção

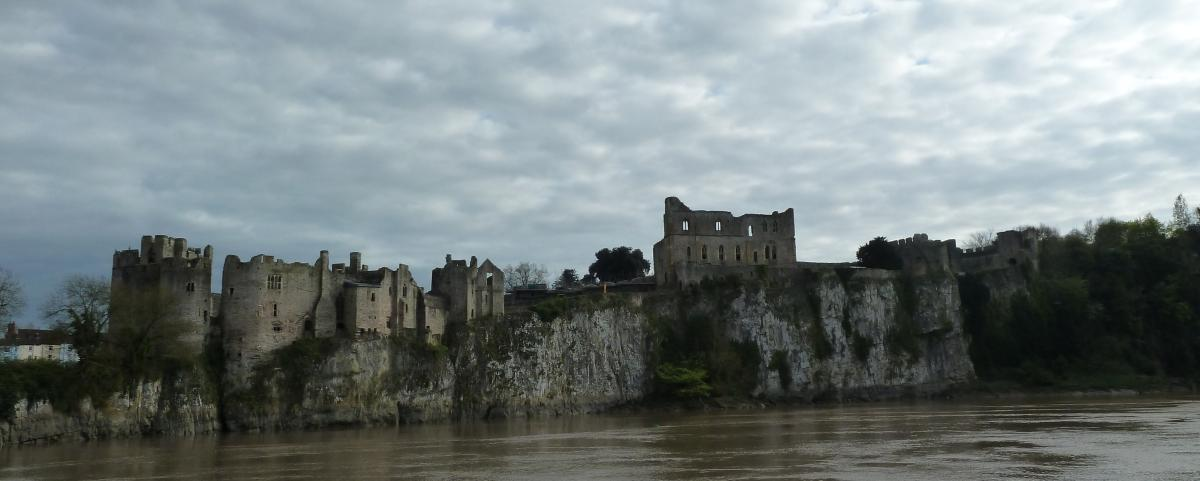
Castelo de Chepstow, visto da margem norte do Rio Wye

O Castelo de Chepstow está situado em uma estreita elevação entre o penhasco calcário do rio e um vale conhecido localmente como Dell, no lado voltado para o continente. Sua grandiosidade pode ser melhor apreciada a partir da margem oposta do Rio Wye. O castelo possui quatro pátios (baileys), que foram adicionados ao longo de sua história. Apesar disso, ele não é uma fortaleza especialmente forte em termos defensivos, pois não possui um torreão central robusto nem um layout concêntrico. Em vez disso, os múltiplos pátios revelam a evolução de sua construção, geralmente dividida em quatro fases principais.
O primeiro estudo arquitetônico sério sobre o Castelo de Chepstow começou em 1904, e a descrição clássica foi por muito tempo atribuída a Perks, em 1955. Estudos mais recentes revisaram detalhes dessas fases, mas ainda mantêm a mesma estrutura geral.

## Fundação, 1067–1188
A rapidez com que Guilherme, o Conquistador ordenou a construção de um castelo em Chepstow é uma prova de sua importância estratégica. Não há evidências de que existisse ali um assentamento significativo antes da invasão normanda do País de Gales, embora seja possível que o local do castelo já tenha sido uma fortaleza pré-histórica ou do início da era medieval.  
O local oferecia uma visão privilegiada de um importante ponto de travessia do rio Wye, uma rota essencial para as comunicações rumo ao interior, em direção a Monmouth e Hereford. Na época, os reinos galeses da região eram independentes da Coroa Inglesa, e o castelo em Chepstow também teria ajudado a conter ataques galeses contra Gloucestershire, ao longo da costa do Severn, em direção a Gloucester. No entanto, análises recentes sugerem que os governantes de Gwent, que haviam lutado contra o rei Haroldo pouco tempo antes, podem inicialmente ter mantido boas relações com os normandos.
Os íngremes penhascos de calcário ao lado do rio ofereciam uma excelente posição defensiva. As obras começaram sob o comando de Guilherme FitzOsbern em 1067 ou pouco depois. A Grande Torre foi provavelmente concluída por volta de 1090, possivelmente como uma demonstração de força do rei Guilherme ao lidar com o rei galês Rhys ap Tewdwr.
Desde o início, a torre foi construída em pedra (ao contrário de outras fortalezas da época, feitas principalmente de madeira), o que destaca sua importância como uma fortificação na fronteira entre a Inglaterra e o País de Gales. Embora grande parte da pedra pareça ter sido extraída localmente, há indícios de que alguns blocos foram reutilizados a partir das ruínas romanas de Caerwent.
O castelo originalmente tinha o nome normando de Striguil, derivado do termo galês ystraigl, que significa "curva do rio". FitzOsbern também fundou um priorado nas proximidades, e a cidade comercial e o porto de Chepstow se desenvolveram ao longo dos séculos seguintes. O castelo e o senhorio associado das Marchas eram geralmente conhecidos como Striguil até o final do século XIV, quando passaram a ser chamados de Chepstow.

## Expansão por Guilherme Marshal e Roger Bigod, 1189–1300
Novas fortificações foram adicionadas por Guilherme Marshal, Conde de Pembroke, a partir da década de 1190. O madeiramento das portas da casa do portão foi datado, por meio de dendrocronologia, do período entre 1159 e 1189. Marshal expandiu e modernizou o castelo, utilizando seus conhecimentos de guerra adquiridos na França e durante as Cruzadas. Ele construiu a atual casa do portão principal, fortaleceu as defesas do Pátio Central com torres redondas e, antes de sua morte em 1219, pode também ter reconstruído as defesas do Pátio Superior. Trabalhos adicionais para expandir a Grande Torre foram realizados pelos filhos de William Marshal — William, Richard, Gilbert e Walter — até 1245.
Em 1270, o castelo foi herdado por Roger Bigo, 5º Conde de Norfolk, neto de Maud, a filha mais velha de Guilherme Marshal. Roger construiu uma nova ala de edifícios no Pátio Inferior, destinada a acomodar ele e sua família. Ele também foi responsável pela construção da muralha da cidade de Chepstow, conhecida como "Port Wall", entre 1274 e 1278.
O castelo foi visitado pelo rei Eduardo I em 1284, no final de sua turnê triunfante pelo País de Gales. Logo depois, Roger Bigod mandou construir uma nova torre — mais tarde conhecida como "Torre de Marten" —, que hoje domina a entrada terrestre do castelo, e também remodelou a Grande Torre.

### Declínio das qualidades defensivas, 1300–1403

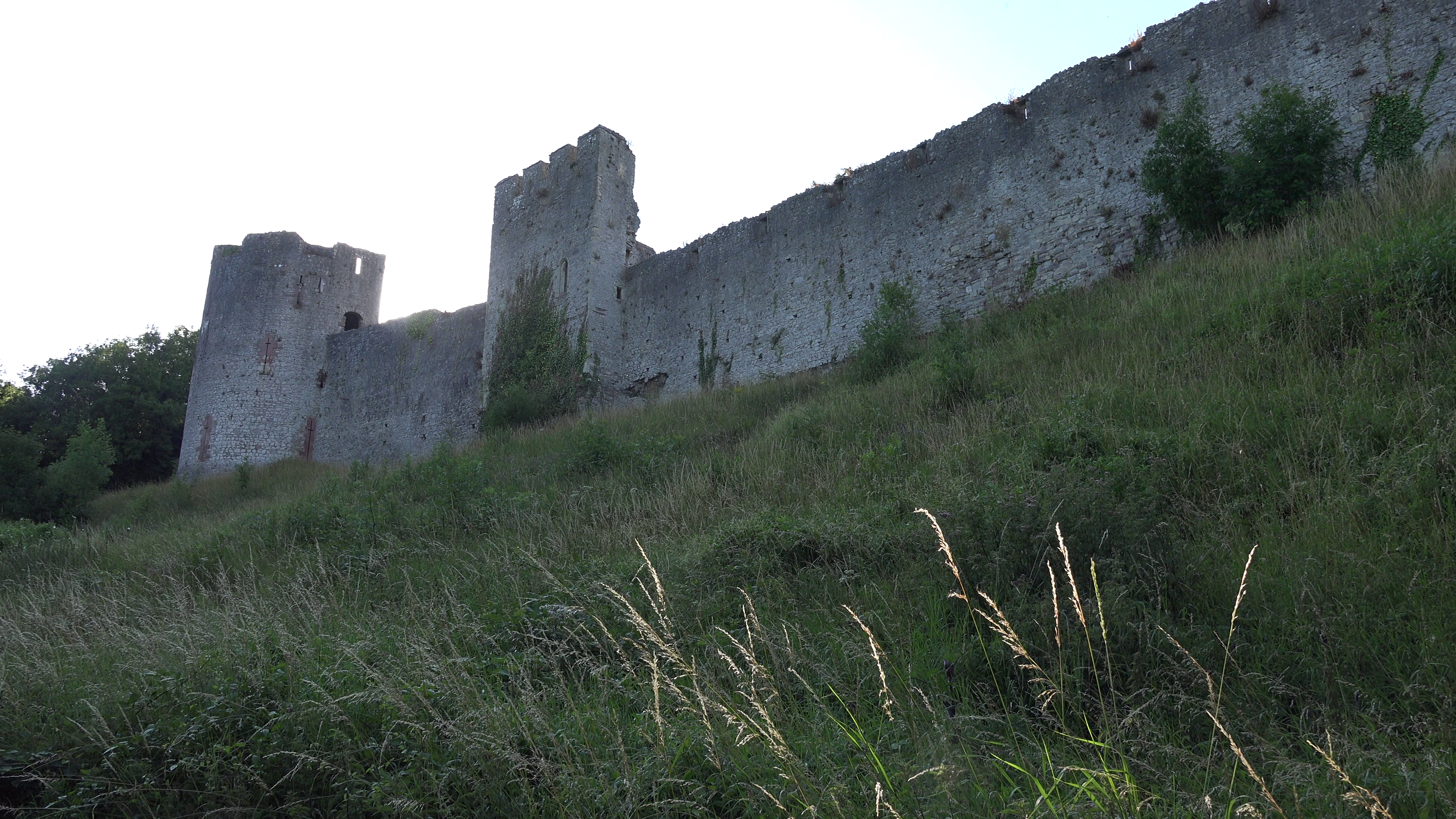
Muralhas externas

A partir do século XIV, e especialmente após o fim das guerras entre Inglaterra e País de Gales no início do século XV, o valor defensivo do castelo começou a cair. Em 1312, ele passou para o controle de Tomás de Brotherton, 1.º Conde de Norfolk, e mais tarde para sua filha, Margaret.
Em 1403, o castelo foi guarnecido em resposta à rebelião de Owain Glyndŵr, com uma força de vinte homens de armas e sessenta arqueiros. No entanto, seu grande tamanho, a reduzida importância estratégica, sua localização geográfica e o tamanho da guarnição provavelmente contribuíram para que as forças de Glyndŵr evitassem atacá-lo, embora tenham conseguido atacar com sucesso o Castelo de Newport.

### Século XV ao XVII
Em 1468, o castelo passou a fazer parte das propriedades concedidas pelo Conde de Norfolk a William Herbert, Conde de Pembroke, em troca de terras no leste da Inglaterra. Em 1508, o castelo foi transferido para Sir Charles Somerset, mais tarde Conde de Worcester, que remodelou extensivamente os edifícios, transformando-os em acomodações privadas.
A partir do século XVI, após a abolição dos poderes autônomos dos senhores das Marcas galesas pelo rei Henrique VIII através das Leis em Gales de 1535 e 1542, e com a incorporação de Chepstow como parte do novo condado de Monmouthshire, o castelo passou a ser adaptado cada vez mais para servir como uma grande residência senhorial.

## Guerra Civil e suas consequências
O castelo entrou em ação novamente durante a Guerra Civil Inglesa, quando estava na linha de frente entre o Monmouthshire realista e o Gloucestershire parlamentar. Foi mantido pelos realistas e sitiou em 1645 e 1648, eventualmente caindo para as forças parlamentares em 25 de maio de 1648. Um memorial a Sir Nicholas Kemeys, que liderou a defesa realista durante a Segunda Guerra Civil e foi morto em combate após se recusar a se render após a queda do castelo, está localizado dentro da torre de menagem.
Após a guerra, o castelo foi guarnecido e mantido como um forte de artilharia e quartéis. Também foi usado como prisão política. Seus ocupantes incluíram o bispo Jeremy Taylor e, após a Restauração da monarquia, Henry Marten, um dos Comissários que assinou a sentença de morte de Carlos I, que foi preso aqui antes de sua própria morte em 1680.

## Decadência do edifício e começo do turismo
Em 1682, o castelo passou a ser propriedade do Duque de Beaufort. A guarnição foi dissolvida em 1685, e os edifícios foram parcialmente desmontados, arrendados a inquilinos e deixados ao abandono. Várias partes do castelo foram usadas como corte de fazenda e fábrica de vidro. No final do século XVIII, suas ruínas passaram a ser uma atração "pitoresca" nas excursões pelo Wye, passeios de barco a vapor pelo rio, partindo de Ross-on-Wye e passando por Monmouth. O primeiro guia turístico do castelo e da cidade foi escrito por Charles Heath, de Monmouth, e foi publicado em 1793.
Em 1794, J. M. W. Turner pintou uma obra do castelo, com vista para o rio Wye. O quadro foi leiloado para o Museu de Chepstow em 28 de março de 2023.

### Séculos XIX e XX
Na década de 1840, o turismo continuava a crescer, especialmente com os passeios de barco a vapor partindo de Bristol. Ao mesmo tempo, o pátio do castelo passou a ser usado para exposições hortícolas locais, festas e, a partir da década de 1880, pageants históricos autorizados pelo Duque de Beaufort. Embora tenha tentado vender o castelo em 1899, não conseguiu encontrar um comprador.
Em 1910/11, o castelo e o leito do rio adjacente foram palco de escavações amplamente divulgadas por Dr. Orville Ward Owen, que tentava encontrar documentos secretos para provar que as peças de Shakespeare haviam, na verdade, sido escritas por Francis Bacon. Em 1913, o filme Ivanhoé, estrelado por King Baggot, foi filmado nos terrenos do castelo. No ano seguinte, o castelo foi comprado pelo empresário William Royse Lysaght, de Tutshill, e iniciou-se o trabalho de conservação.
Em 1953, a família Lysaght entregou o castelo ao Ministério de Obras. Em 1977, Terry Gilliam filmou algumas cenas de sua adaptação de Jabberwocky, de Lewis Carroll, no castelo. Entre 1984 e 1986, o local foi utilizado para as gravações da série Robin of Sherwood da HTV, estrelada por Michael Praed. Em 1993, a banda de heavy metal brasileira Sepultura gravou parte de seu quinto álbum, Chaos A.D., no castelo.

## O castelo hoje
O Castelo de Chepstow está aberto ao público e, desde 1984, está sob os cuidados da Cadw, o órgão do governo galês com a responsabilidade de proteger, conservar e promover o patrimônio histórico do País de Gales. Há eventos especiais realizados com frequência no castelo e os visitantes agora podem caminhar pelas ameias e entrar na Torre de Marten. O castelo foi usado para filmar algumas cenas da transmissão do 50º aniversário de Doctor Who.

## Galeria

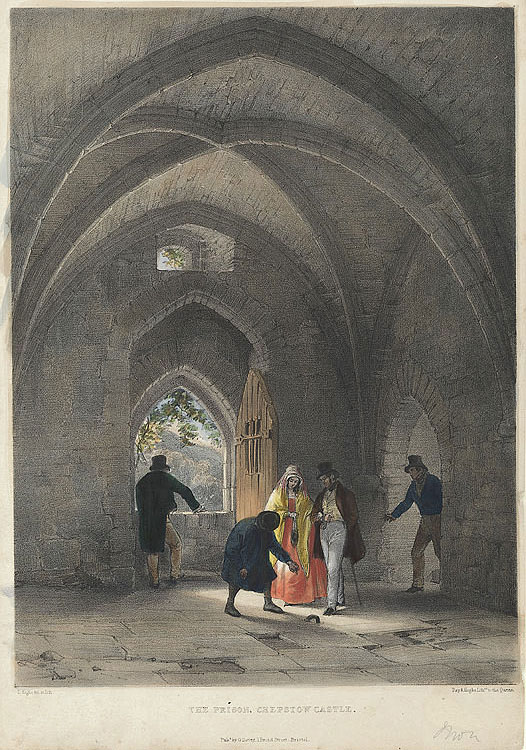
The 'Prison' [sic], Chepstow Castle, 1860. Esta sala era provavelmente usada como adega.
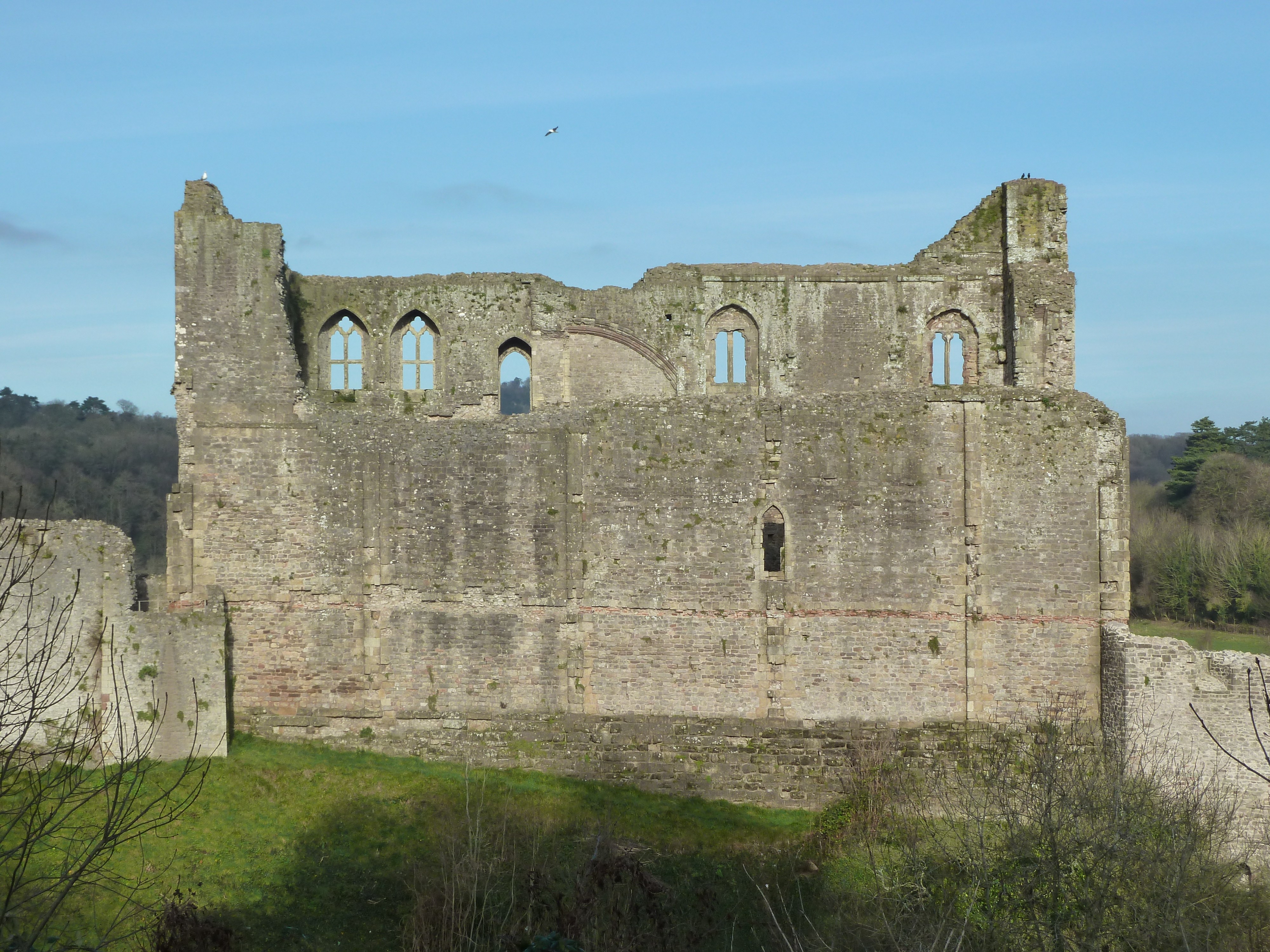
A grande torre vista do sul da propriedade
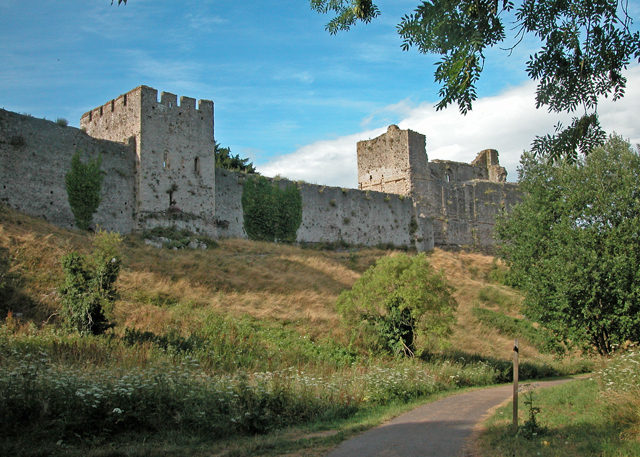
O castelo retratado da trilha através do Dell, parte do Wye Valley Walk
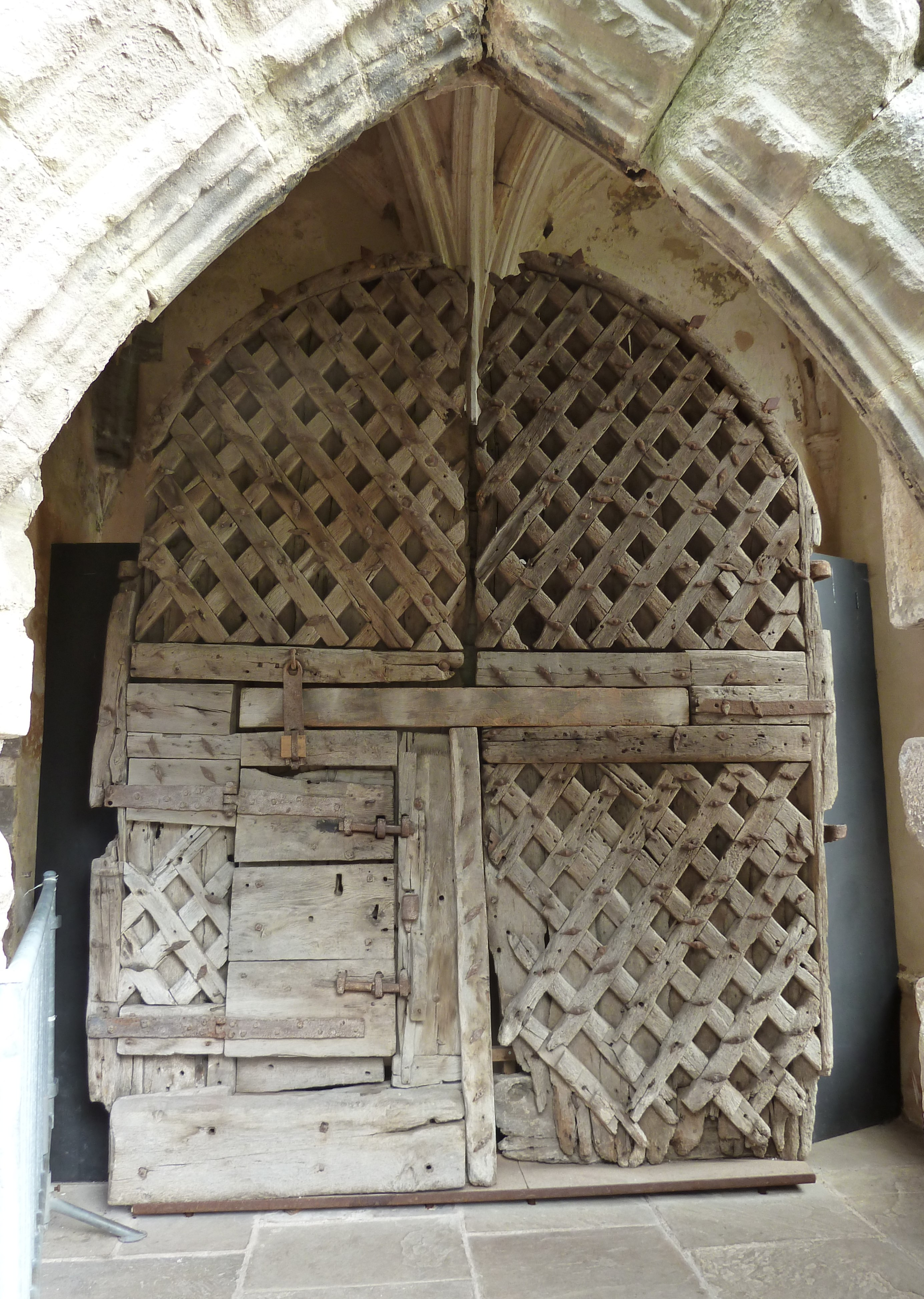
Porta de madeira do século XII
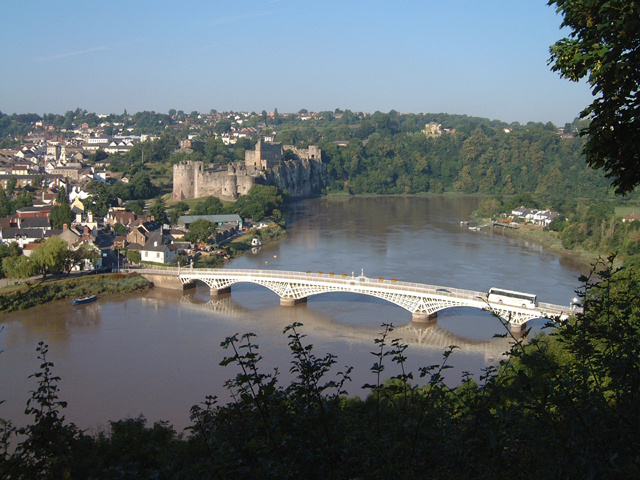
O castelo e a ponte rodoviária de 1816 sobre o rio Wye, vistos de Tutshill
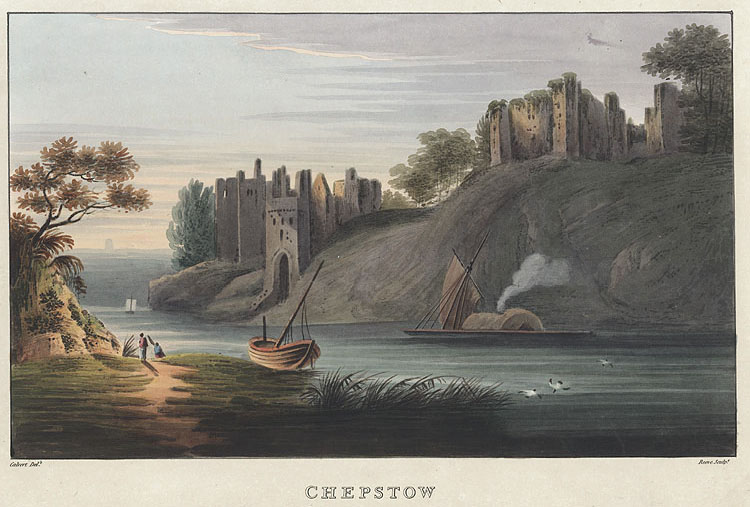
Veleiros no Rio Wye próximo ao Castelo de Chepstow; 1815
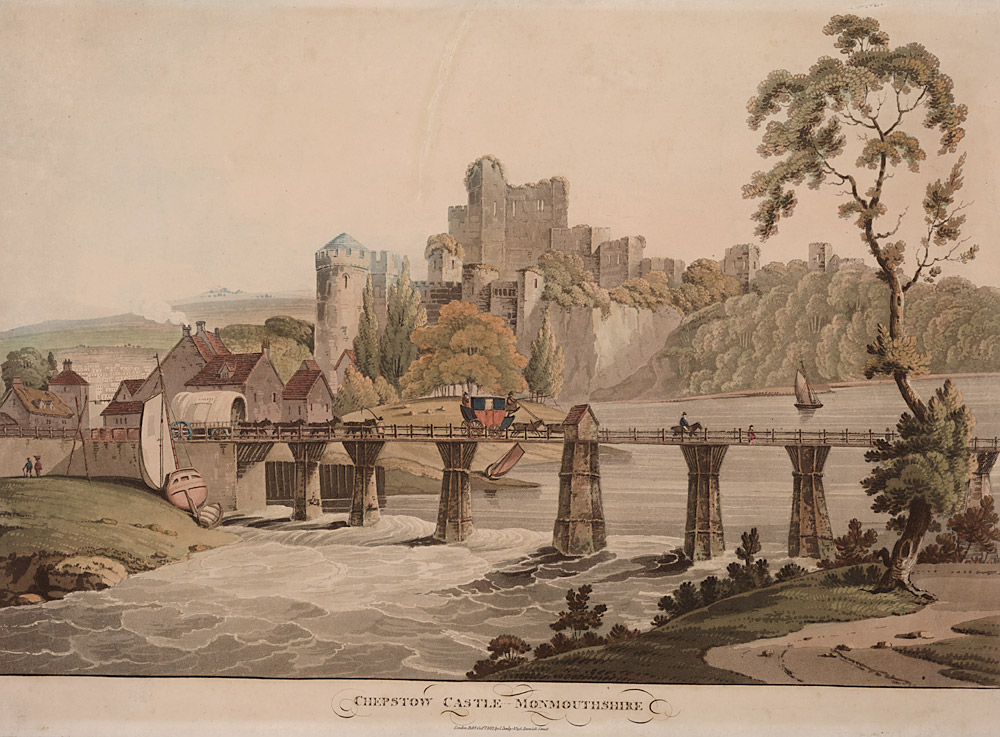
Vista da ponte sobre o rio Wye e as ruínas do castelo em Chepstow; impressão de 1812
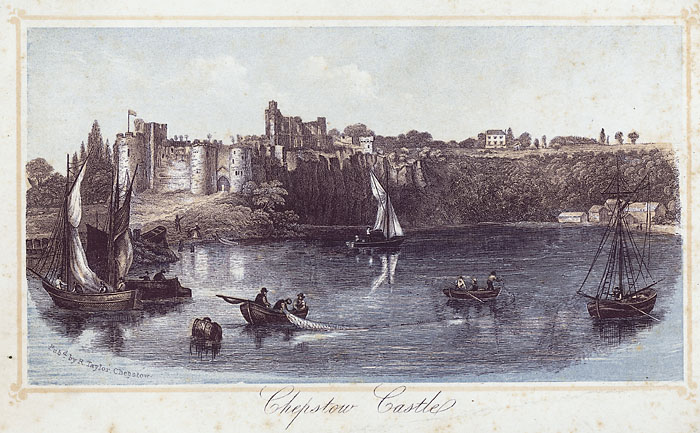
R. Taylor, ca. 1850.
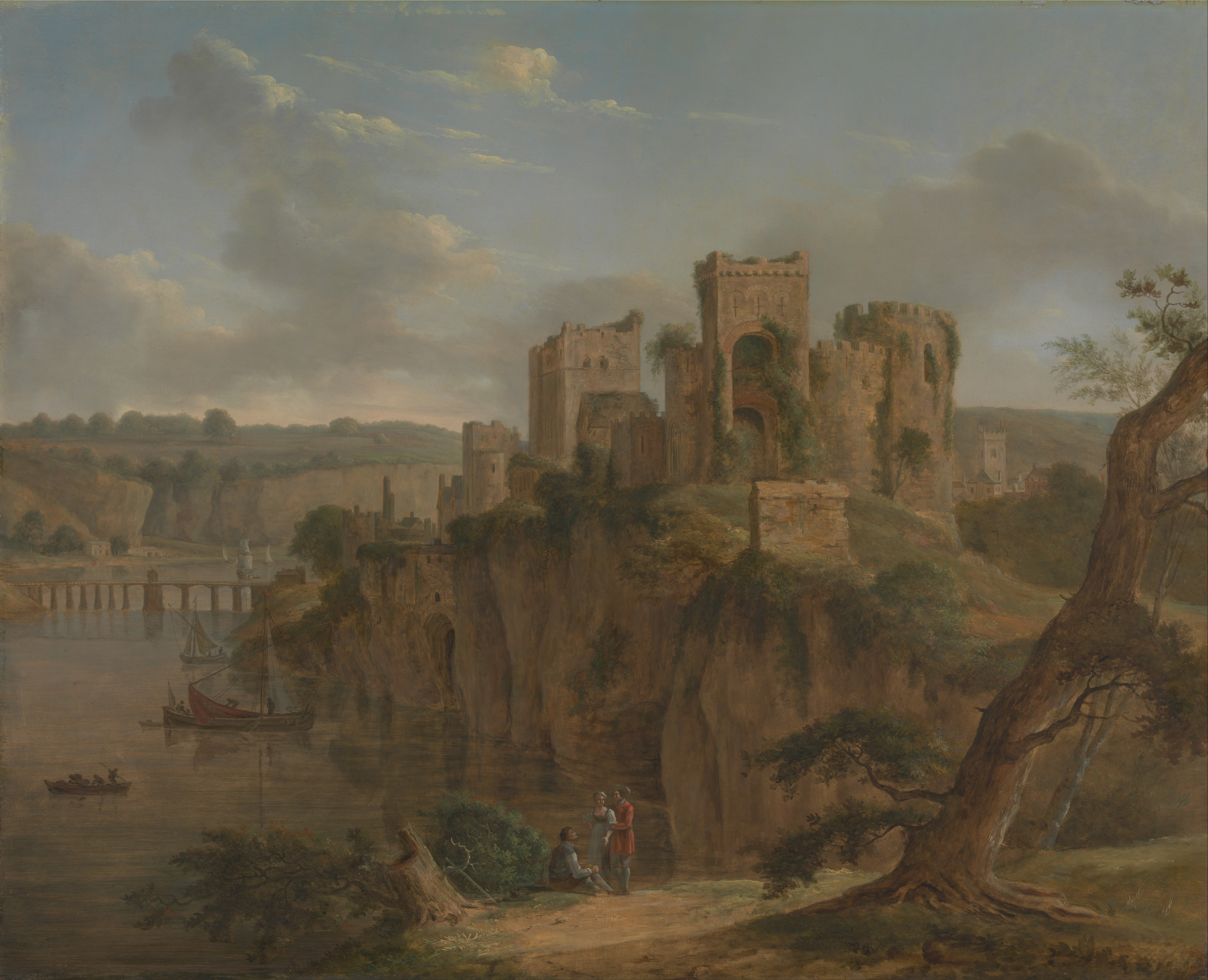
Chepstow Castle, c. 1795, por Hendrik Frans de Cort
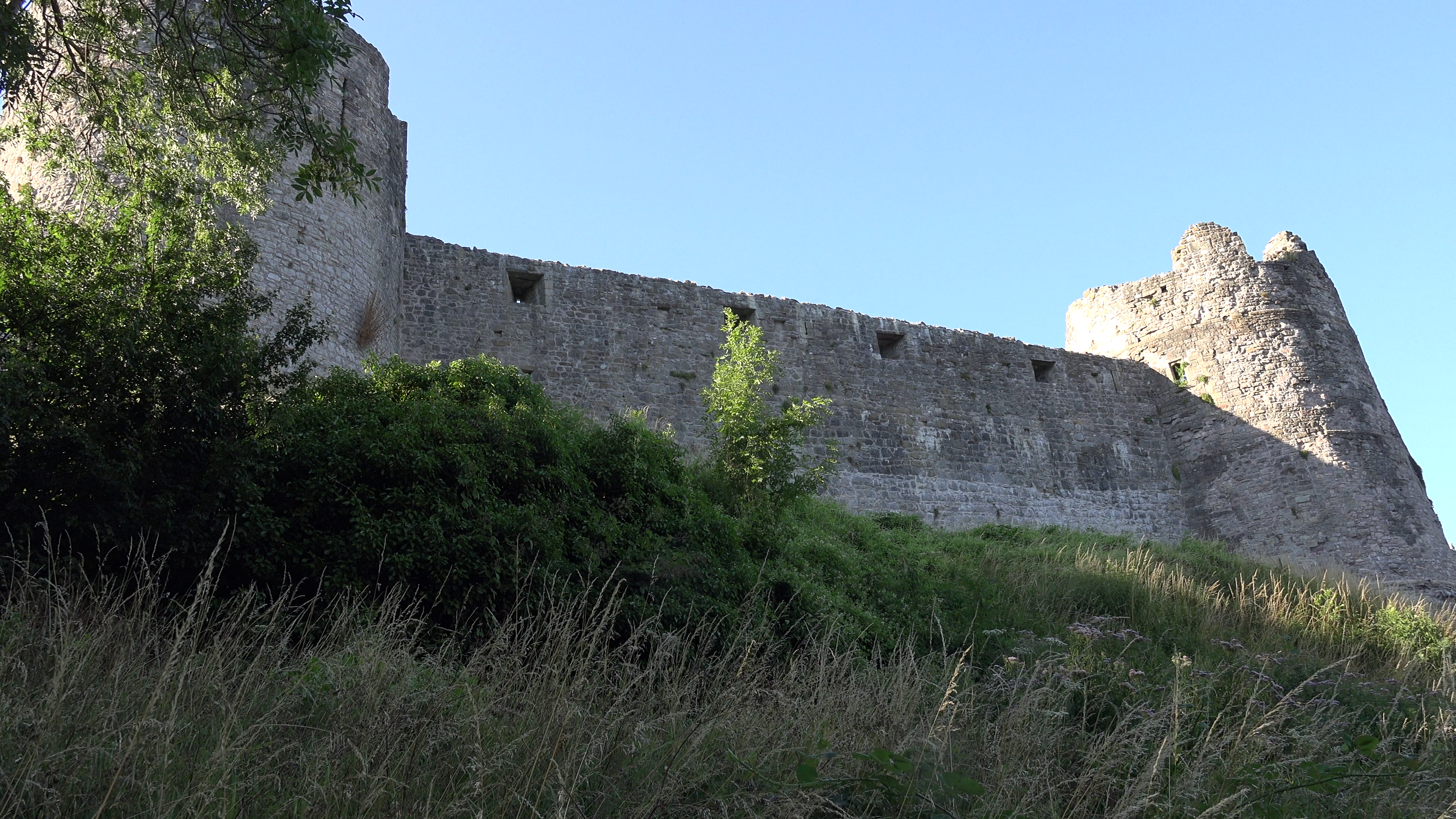
cerca de 2015